# Alfonso Calzolari
Alfonso Calzolari (Vergato, 30 aprile 1887 – Ceriale, 7 febbraio 1983) è stato un ciclista su strada italiano.
Professionista dal 1909 al 1926, vinse il Giro d'Italia 1914.

## Carriera
Vinse il Giro dell'Emilia 1913 e il Giro d'Italia del 1914. In quell'edizione del Giro, in cui si susseguirono fatti rocamboleschi come bufere di neve, tempeste e ripetuti tentativi di sabotaggio ai suoi danni, stabilì anche una serie di primati ancora imbattuti: vinse infatti con 1 ora, 55 minuti e 26 secondi di vantaggio su Pierino Albini (il maggior distacco mai inflitto dal vincitore al secondo classificato). Inoltre il Giro del 1914 fece registrare la media di velocità più bassa di sempre (23,374 km/h) e il minor numero di atleti giunti a Milano (appena 8). In quel Giro venne inserita anche la tappa più lunga di sempre, la Lucca-Roma di ben 430 km vinta da Costante Girardengo, in cui Calzolari difese il primato conquistato nella tappa precedente.

## Palmarès
- 1913 (Stucchi, una vittoria)

Giro dell'Emilia
- 1914 (Stucchi, due vittorie)

2ª tappa Giro d'Italia (Cuneo > Lucca)
Classifica generale Giro d'Italia

## Piazzamenti

### Grandi Giri
- Giro d'Italia

1914: vincitore
1919: ritirato
1920: ritirato

### Classiche monumento
- Milano-Sanremo

1913: 5º
1914: 10º
1915: 10º
1920: 14º
1921: 14º
1924: 28º